# 73式中型トラック
73式中型トラック（ななさんしきちゅうがたトラック、Type 73 chugata truck ）は、主に陸上自衛隊で使用されているソフトスキンの輸送車両である。設計は日野自動車とトヨタ自動車の共同、生産は日野、納入がトヨタとなっている。陸上自衛隊内では「1t半（いっとんはん）」や「中型」、「ヤオトラ」、「キャリア」などと通称される。旧型のMT車については「じゃじゃ馬」とも称された。
製造コストの削減・部品の共通化・民生品の活用の一環から2003年（平成15年）度製造分より「制式化」対象から除外され、以後の納入された車両の正式名称については「1 1/2tトラック（通称：1トン半）」に変更された。

## 概要
それまで使用されていた3/4tトラックにはトヨタ製とニッサン製があったが、どちらも旧態化が甚だしく、また燃費の面でも好ましくないガソリンエンジンを搭載していたため、その後継として、国内のトラックと建設機械メーカー各社に開発が指示された。数社による競争入札の末、1973年（昭和48年）に制式化された。
戦闘用ではなく、主に人員や物資の輸送を目的とし、運転台に2名（新型は3名）、後部荷台に16名が搭乗可能。操縦が容易で荷台が広く、3t半トラックほど大きくもないため、非常に扱いやすい車両で隊員間での評判も良い。高機動車の配備が始まると同時に高機動車のシャーシをベースにした新型が登場し、機動性が飛躍的に向上した。
車番（生産時期）で細部違いがあり、以下の様に大別される。
- 07-0001-39XX番：パワーステアリング非装備車（5速MT）
- 07-39XX-5XXX番：パワーステアリング装備車（5速MT）

ここまでは日野・レンジャーのコンポーネントを流用しており、はしご型フレームに、4輪リーフリジッドサスペンションを組み合わせたシャーシ構成で、パートタイム式4WDを採用している。パワーステアリング非装備車は、ハンドルを切ってから戻す際に地面の凹凸で急激にハンドルが動くことがあり、ハンドル内に指を入れていると骨折することもあったという。
- 07-5XXX-：本車輛の現生産タイプ。高機動シャーシに切り替わる。センターデフを持つフルタイム4WDとなり、パワーステアリングとロックアップ機構付4速ATを装備する。
  - 前部バンパーの形状が変更され、テールランプの形状が丸形の個別のものから、高機動車同様のトヨタトラック用となり、タイヤとホイールも高機動車と同じとなったほか、タイヤの大径化で荷台部分に切り欠きが有ることで旧型との判別が可能。高機動車に比べホイールベースが短縮されたことと、取り回しの良いキャブオーバー形状のため、4WSは省略されている。また、ラジエーターの位置も低くなったため、フロントラジエーターカバーの形状が変更されている
  - 運転台にエアコン、ラジオが装備され、フロントサスペンションがリジッドから独立懸架となり、デフが固定されたことでエンジンの搭載位置が下がり、運転台中央に突出していたエンジンカバーが無くなったため、運転席と助手席の間にもう1名分の座席が設けられた。

### 運用方法等
主に普通科連隊の重迫撃砲中隊の砲車（107mm迫撃砲M2装備部隊のみ）として運用、若しくは普通科中隊迫撃砲小隊の資材車や本部管理中隊通信小隊の通信資材などの運搬や他部隊では大型トラックを使わない程度の荷物の運搬などに使用されている。
また、中部方面移動監視隊では、広域用監視装置、全天候型監視室を本車輛に搭載して運用していた。
|          | 1/2tトラック | 1 1/2tトラック | 3 1/2tトラック | 高機動車  | 軽装甲機動車 | 96式装輪装甲車 | 輸送防護車 |
| -------- | ------------ | -------------- | -------------- | --------- | ------------ | -------------- | ---------- |
| 画像     |              |                |                |           |              |                |            |
| 全長     | 4.14 m       | 5.49 m         | 7.15 m         | 4.91 m    | 4.4 m        | 6.84 m         | 7.18 m     |
| 全幅     | 1.76 m       | 2.22 m         | 2.48 m         | 2.15 m    | 2.04 m       | 2.48 m         | 2.48 m     |
| 全高     | 1.97 m       | 2.56 m         | 3.08 m         | 2.24 m    | 1.85 m       | 1.85 m         | 2.65 m     |
| 重量     | 約 1.94 t    | 約 3.04 t      | 約 8.57 t      | 約 2.64 t | 約 4.5 t     | 約 14.5 t      | 約 14.5 t  |
| 最高速度 | 135 km/h     | 115 km/h       | 105 km/h       | 125 km/h  | 100 km/h     | 100 km/h       | 100 km/h   |
| 乗員数   | 6名          | 19名           | 22名           | 10名      | 4名          | 10名           | 10名       |

## 諸元・性能
- 全長：約5,490 mm
- 全幅：約2,220 mm
- 全高：約2,565 mm
- 車両重量：約3,040 kg
- 積載量：約2,000 kg
- 最高速度：約115 km/h
- エンジン：日野・N04C